# Нимегертс, Хенри
Хенри Нимегертс (нидерл. Henri Niemegeerts; 115 февраля 1922, Эттербек — 19 сентября 2016, Ватерлоо, Валлония) — бельгийский хоккеист на траве, нападающий. Участник летних Олимпийских игр 1948 года.

## Биография
Хенри Нимегертс родился 15 февраля 1922 года в бельгийской коммуне Эттербек.
Играл в хоккей на траве за «Роял Даринг» из Брюсселя.
В 1948 году вошёл в состав сборной Бельгии по хоккею на траве на летних Олимпийских играх в Лондоне, поделившей 7-9-е места. Играл на позиции нападающего, провёл 4 матча, забил (по имеющимся данным) 1 мяч в ворота сборной Нидерландов.
Умер 19 сентября 2016 года в бельгийском городе Ватерлоо.